# Andrij Burdijan
Andrij Andrijowycz Burdijan, ukr. Андрій Андрійович Бурдіян (ur. 18 stycznia 1986 we wsi Szabo, w obwodzie odeskim) – ukraiński piłkarz, grający na pozycji obrońcy.

## Kariera piłkarska

### Kariera klubowa
Latem 2003 rozpoczął karierę piłkarską w drugiej drużynie Borysfena Boryspol. Na początku 2004 został wypożyczony do farm-klubu Systema-Boreks Borodzianka. Na początku 2005 przeszedł do Metałurha Donieck, ale grał tylko w drużynie rezerwowej. Na początku 2006 wyjechał za granicę, gdzie bronił barw ormiańskiego Bananc Erywań. W rundzie jesiennej sezonu 2007/2008 występował w FK Lwów, po czym powrócił do Bananca. Od 2009 po pół roku bronił barw klubów Kazakmys Sätbajew, Enerhetyk Bursztyn, Zirka Kirowohrad i PFK Sumy. W lutym 2011 podpisał kontrakt z mołdawskim Zimbru Kiszyniów. Latem 2011 powrócił do Zirki.

## Sukcesy i odznaczenia

### Sukcesy klubowe
- wicemistrz Armenii: 2006, 2007
- zdobywca Pucharu Armenii: 2007